# Spała
Spała ist ein Dorf in der polnischen Gemeinde Inowłódz (Powiat Tomaszowski, Woiwodschaft Łódź) mit 400 Einwohnern.

## Geschichte
Im Russischen Kaiserreich befand sich hier ein Jagdrevier der Zarenfamilie mit einem dazugehörigen Jagdschloss. Im Zweiten Weltkrieg hielt sich im Schloss der Militärbefehlshaber des Generalgouvernements, General der Kavallerie Curt Freiherr von Gienanth, auf.
Heute ist der Ort bekannt für das gleichnamige Landschaftsschutzgebiet und das Olympische Sportzentrum mit seinen Instituten und Sportstätten.